# Mix (Remix)/The Rappers (Remix)
Mix (Remix)/The Rappers (Remix) è un singolo di Jovanotti, il terzo estratto dal primo album in studio Jovanotti for President e pubblicato nel 1988.

## Descrizione
Il testo parla descrive una discendenza dei Rappers da quelli che la cultura Hip Hop musicale considera fra i padri fondatori. James Todd Smith, LL Cool J è il primo ad essere nominato, durezza e cattiveria come stereotipia del rapper provengono da lui. Sono citati i Run DMC, il loro leader non era ancora stato assassinato, viene definito creatore del suono e insegnante del maestro. Il Grandmaster Flash, inventore di gesti di manipolazione sonora tramite giochi del disco sulle lenti dei vecchi giradischi, ha il suo ovvio elogio perché è lesto. Gira voce che sia stato Bambaataa, gangster convertito al pacifismo dal suo viaggio in Africa, a piegare il rap "al gusto chic degli intellettuali" ma l'affermazione si contesta da sé. Nominato anche lui insieme a tutti i DJ, agli sfigati e ganzi: accorpati insieme in un ammicco a DEF, la mamma qui ha fallito.